# Kay Diesner
Kay Diesner (* 1972 in Berlin-Friedrichshain) ist ein deutscher ehemaliger Neonazi. Er verbüßte von 1997 bis 2016 eine lebenslange Freiheitsstrafe in der Justizvollzugsanstalt Lübeck wegen des versuchten Mords an dem 63-jährigen Buchhändler Klaus Baltruschat (1934–2025) und des Mords an dem 34-jährigen Polizeiobermeister Stefan Grage.

## Werdegang
Diesner wuchs in Ost-Berlin auf und floh im Sommer 1989 in die Bundesrepublik Deutschland. Dort knüpfte er sogleich Kontakte zu neonazistischen Gruppierungen. Nach dem Mauerfall zählte er zu den Hausbesetzern in der Berliner Weitlingstraße. Hier fanden erste ideologische Schulungen und Wehrsportübungen statt. Wichtiger Mentor des damals Siebzehnjährigen war der spätere Aussteiger Ingo Hasselbach. Ihr Kontakt bestand über die Neonazigruppierung „Nationale Alternative“.
Nach dem Ausstieg Hasselbachs traf Diesner auf Arnulf Priem, den Berliner Anführer der Deutschen Alternative. Am 13. August 1994, dem Wochenende vor dem Todestag von Rudolf Heß, Anlass für jährliche Neonazi-Aufmärsche, gab es eine antifaschistische Demonstration zu Priems Wohnung. Priem verschanzte sich zusammen mit 25 anderen Personen auf dem Dachboden des Hauses. Als mit einer Steinschleuder auf vor dem Haus befindliche Journalisten geschossen wurde, stürmte ein Spezialeinsatzkommando der Polizei in Begleitung eines Fernsehteams den Dachboden. Alle 25 Personen wurden festgenommen, darunter Kay Diesner. Es folgten Hausdurchsuchungen und Prozesse. Diesner wurde zu einer Geldstrafe verurteilt und Priem erhielt eine vierjährige Haftstrafe.

## Hintergründe zum Mord
Am 15. Februar 1997 wollten die Jungen Nationaldemokraten (JN) eine Demonstration in Berlin-Hellersdorf veranstalten. Aufgrund der breiten Gegenmobilisierung zogen sie es vor, die Demonstration in eine Saalveranstaltung mit angeschlossenem Konzert „eines sehr bekannten nationalen Liedermachers“ umzuwandeln. Als Treffpunkt wurde der S-/U-Bahnhof Wuhletal angegeben. Dort kam es zu Auseinandersetzungen mit den Gegendemonstranten. Die Neonaziszene gab der in Hellersdorf regierenden PDS die Schuld, auch weil sich der Bezirksbürgermeister Uwe Klett für die Proteste und gegen die JN-Demonstration ausgesprochen hatte. Am 19. Februar 1997 früh morgens ging Kay Diesner mit einer Pumpgun bewaffnet zur Bezirksgeschäftsstelle der PDS. In dem Haus befand sich auch das Büro von Gregor Gysi. Im Parterre befand sich die Buchhandlung des damals 63-jährigen Klaus Baltruschat aus Berlin-Marzahn. Diesner schoss auf ihn und verletzte ihn schwer. Baltruschat musste der linke Unterarm amputiert werden.
Auf seiner Flucht geriet er am 23. Februar 1997 in eine Polizeikontrolle auf dem Parkplatz Roseburg an der A 24 im Kreis Herzogtum Lauenburg in Schleswig-Holstein. Hier kam es zu einem Feuergefecht, in dessen Verlauf Diesner den 33-jährigen Polizeiobermeister Stefan Grage tödlich und einen weiteren Beamten schwer verletzte. Im weiteren Ablauf feuerte Diesner auf zwei weitere Polizeibeamte und konnte, selbst durch ein Projektil getroffen, festgenommen werden.

## Der Prozess
Im Prozess vor dem Landgericht Lübeck zeigte sich Diesner betont uneinsichtig. Zwar gab er die Taten ohne Umschweife zu, gab aber an, sich „nicht schuldig im Sinne der Lügenanklageschrift zu fühlen“. Außerdem weigerte er sich, der Forderung der Angehörigen der Opfer nach einer Entschuldigung nachzukommen. Vielmehr verhöhnte er sein Opfer, indem er es als „Bullen“ bezeichnete, der zu jenen zähle, denen „in den Rücken, in den Kopf geschossen werden muss, wo man sie trifft“.
In der Gesamtbewertung kam Staatsanwalt Günter Moeller zu der Einschätzung, dass Diesner eine Ein-Mann-Terrorzelle darstelle. Diesner wurde zu einer lebenslangen Freiheitsstrafe verurteilt. Zudem wurde die besondere Schwere der Schuld festgestellt. Eine vorzeitige Entlassung aus der Haft nach 15 Jahren war somit nicht möglich. Die Frage, ob rechtsextreme Organisationen eine Rolle in den Verbrechen gespielt hatten, blieb im Prozess offen. Laut Urteil sei Diesner „alleiniges Subjekt“ der Verhandlung.

## Distanzierung vom Neonazismus
In einem Interview mit der Berliner Zeitung im Februar 2013 sagte Diesner, er habe sich von der Neonazi-Szene abgewandt. Seine Taten, die er aus „wirrem ideologischem Hass“ begangen habe, seien „Wahnsinn“ gewesen und täten ihm heute leid. Er sei in seiner Haftzeit zur Besinnung gekommen und habe mittlerweile „alle Kontakte zu den Nazis abgebrochen“. Dagegen hatte Diesner noch 2009 in einem Artikel einer rechtsextremen Gefangenenzeitung sein Berliner Opfer als „bolschewistische[n] Funktionär“ bezeichnet, der „eben Pech [hatte], dass ich den da antraf“, und keinerlei Reue erkennen lassen. Bis mindestens 2008 wurde Diesner auch von der rechtsextremen Hilfsorganisation für nationale politische Gefangene und deren Angehörige (HNG) vertreten, da er den „Glauben an ein freies nationales Deutschland“ nicht verloren habe und „ungebeugt“ auf „eine große Wende für Volk und Heimatland“ hoffe. Auch in der letzten „Gefangenenliste“ der 2011 verbotenen HNG wurde Diesner weiterhin als Gefangener geführt, der Briefkontakt wünsche. Der Tagesspiegel berichtete am 7. Februar 2017, dass er bereits im Juni 2016 entlassen worden sei. Nach Aussage der Staatsanwaltschaft Lübeck habe sich Diesner von der Neonazi-Szene abgewandt und stelle keine Gefahr mehr dar. Diese Ansicht vertrat auch die Verwaltung der JVA Lübeck, in der Diesner seine Strafe abgesessen hatte. Die Opfer Diesners waren über die Freilassung nicht informiert worden.